# Pleurotus viscidus
Pleurotus viscidus är en svampart som tillhör divisionen basidiesvampar, och som beskrevs av Harmaja. Pleurotus viscidus ingår i släktet Pleurotus, och familjen musslingar. Arten har ej påträffats i Sverige.